# Байбородин, Борис Алексеевич
Борис Алексеевич Байбородин (1934, Иркутск, РСФСР — 9 августа 2016, Иркутск, Российская Федерация) — советский и российский учёный в области полезных ископаемых, заслуженный деятель науки РСФСР.

## Биография
В 1957 году окончил Иркутский горно-металлургический институт.
После учёбы работал на Иркутской слюдяной фабрике механиком, техническим руководителем, заместителем начальника цеха. Затем переходит в Иркутский государственный технический университет (ИрГТУ), где проходит ступени карьерного роста до заведующего кафедрой экономики и организации горно-металлургической промышленности (в 1997 году она была переименована в кафедру мировой экономики).
Автор более 220 научных работ.
Основные научные исследования опубликованы в монографиях: «Обогащение слюдяных руд», «Слюдокерамический электронагреватель» и «Аналитическое моделирование процесса разделения руд на вибродеке».
Председатель диссертационного совета ИрГТУ по защите докторских диссертаций, член Ученого Совета ИрГТУ.

## Награды и звания
- Заслуженный деятель науки и техники РСФСР — за комплекс исследований в области обогащения и технологии переработки нерудных полезных ископаемых
- Почётный работник высшего профессионального образования Российской Федерации
- Медаль «За трудовое отличие»
- Три золотых (12.07.1988; 19.09.1989; ?) и две серебряные (13.08.1985; 24.11.1987) медали ВДНХ
- Премия Минвуза СССР — за теоретические разработки в области слюдяной тематики